# Neotrichoporoides intaminatus
Neotrichoporoides intaminatus är en stekelart som först beskrevs av Walker 1872.  Neotrichoporoides intaminatus ingår i släktet Neotrichoporoides och familjen finglanssteklar. Inga underarter finns listade i Catalogue of Life.